# Hacılı (Pülümür)
Hacılı ist ein Dorf (Köy) im Landkreis Pülümür der türkischen Provinz Tunceli. Im Jahr 2011 lebten in Hacılı 21 Menschen.